# Mutava
Mutava je vjerska policija u Saudijskoj Arabiji, čiji je cilj kontrola provođenja šerijatskoga zakona.
Mutava je odgovorna za provedbu šerijata u Saudijskoj Arabiji u ovim područjima:
- uhićenje svih osoba, koje imaju veze s homoseksualnim djelima, prostitucijom i bludom;
- uhićenje bilo kojeg muškarca i žene, koji su bili zajedno, a ne pripadaju istoj obitelji;
- praćenje provedbe islamskih pravila odijevanja i prehrane (npr. zabrana jedenja svinjetine, zabranu konzumiranja alkohola), te zatvaranja trgovina za vrijeme molitve;
- zabrana korištenja robe, koja se smatra neislamskom, kao što su CD-i ili DVD-i nekih zapadnih glazbenih skupina, određeni filmovi ili TV emisije.
- sprječavnje vjerske prakse svih religija u Saudijskoj Arabiji osim islama.

Slične vjerske policije postoje i u Afganistanu i Pojasu Gaze.

## Kontroverze
Djelovanje Mutave, protivi se zapadnjačkim ljudskim pravima poput: vjerskih sloboda, prava homoseksualnih osoba i sl. 
Tijekom požara u djevojačkoj školi u Meki u ožujku 2002., Mutava je zabranila djevojkama izlazak iz škole u plamenu, jer nisu po njima bile propisne odjevene pa je 15 djevojaka poginulo, a 50 je ozlijeđeno. Takvo njihovo ponašanje naišlo je na kritike u Saudijskoj Arabiji i svijetu.